# Begraafplaats van Elsene

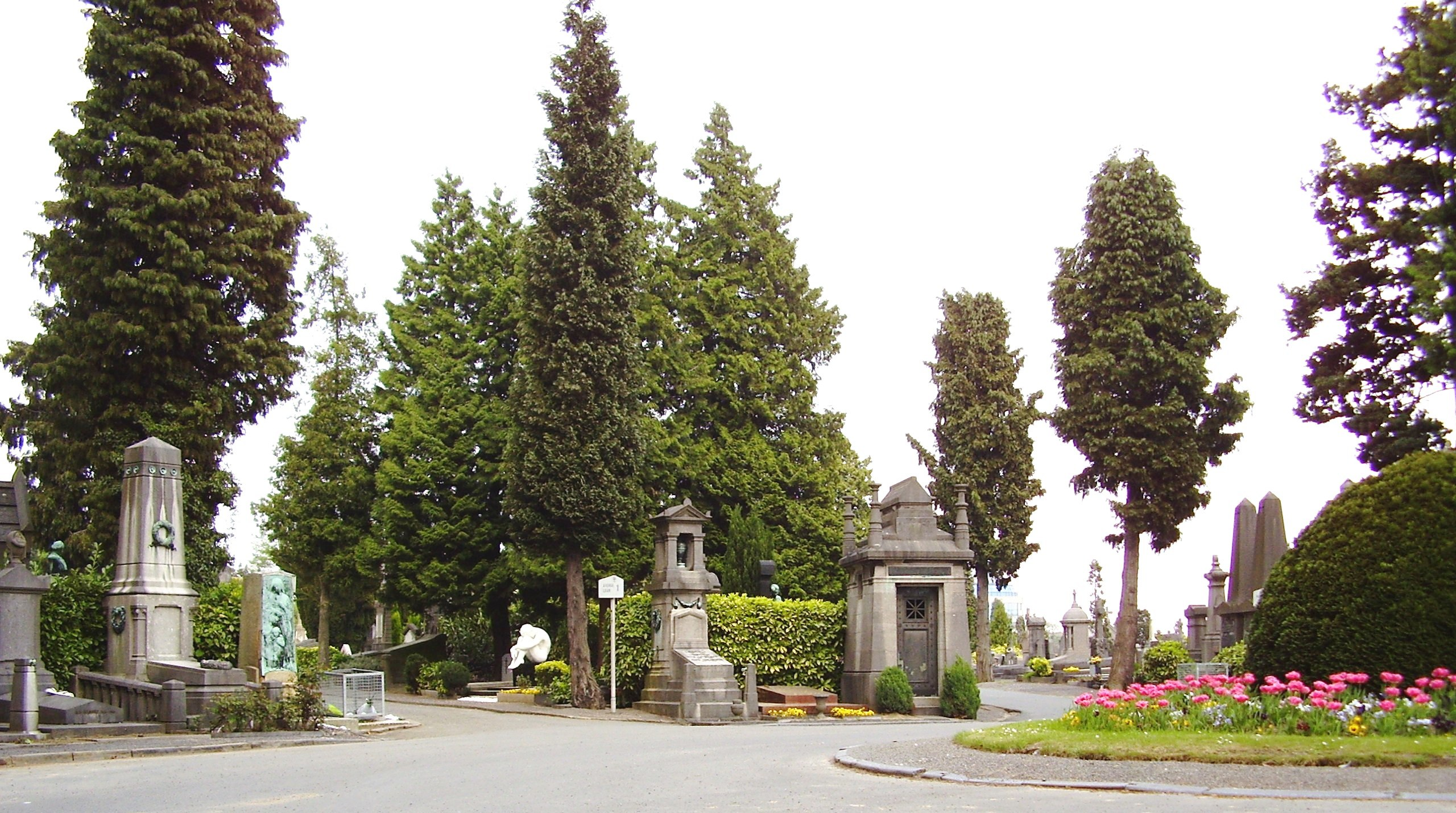
Begraafplaats van Elsene

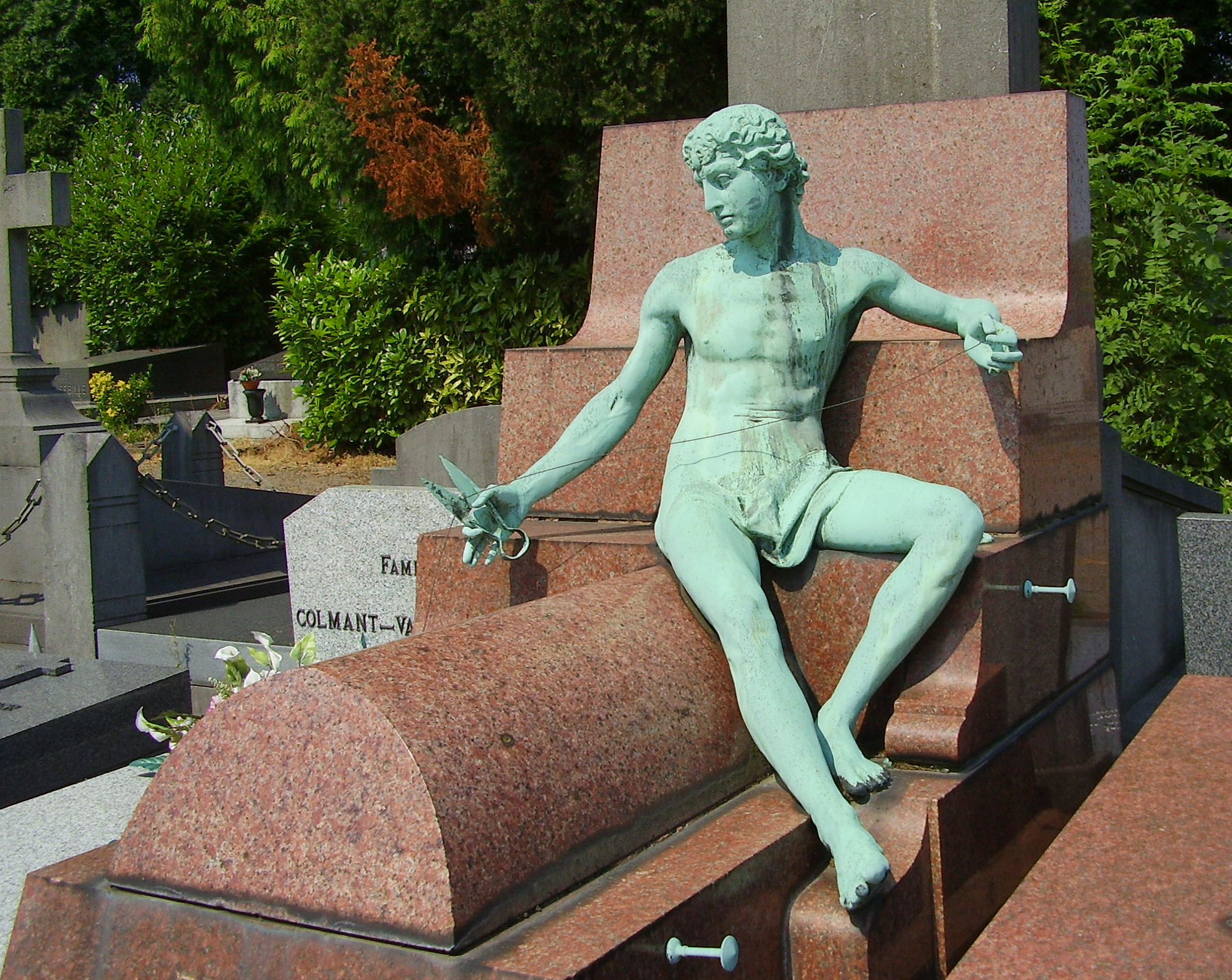
Praalgraf met een bronzen sculptuur van Eugène De Bremaecker

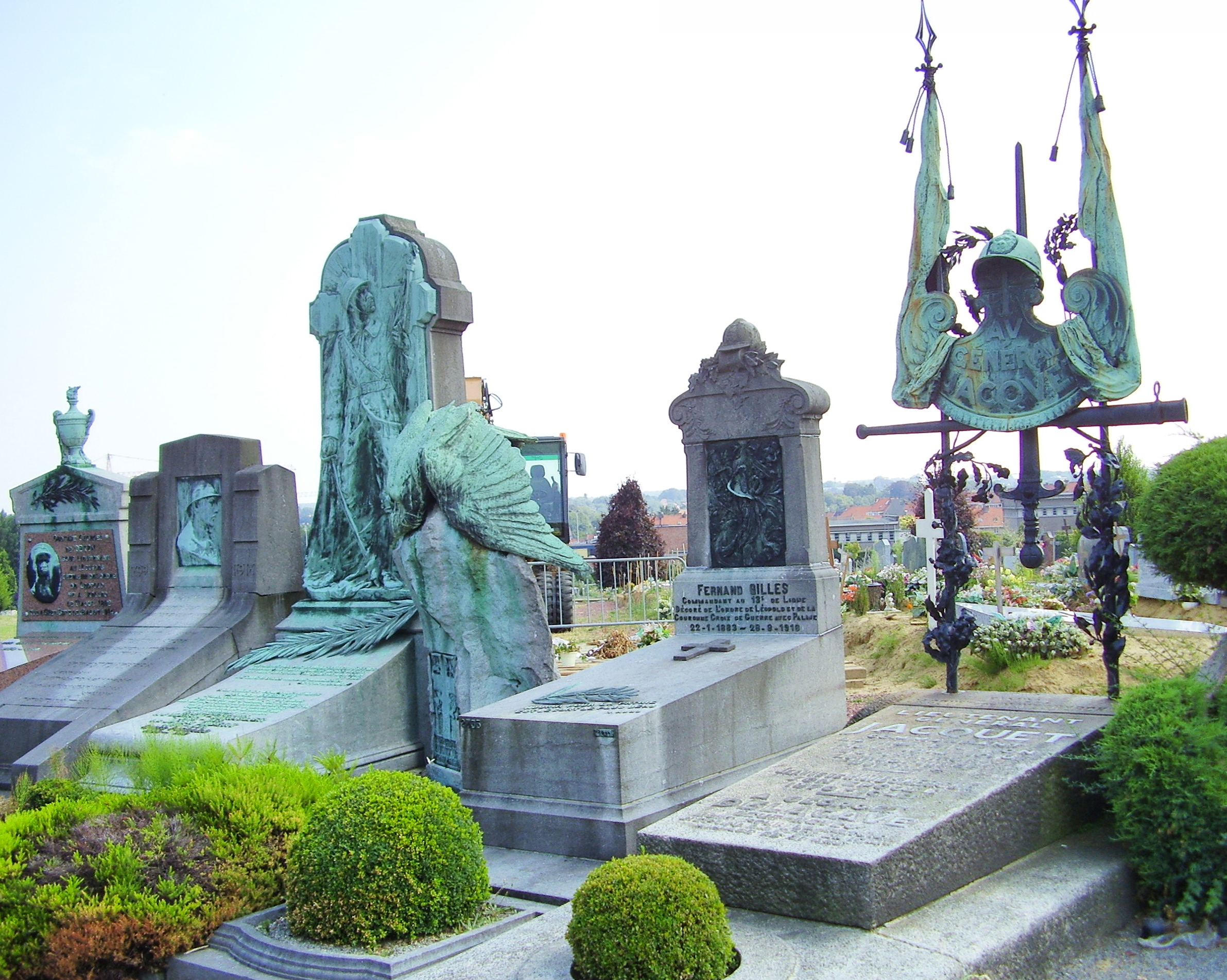
Grafmonumenten

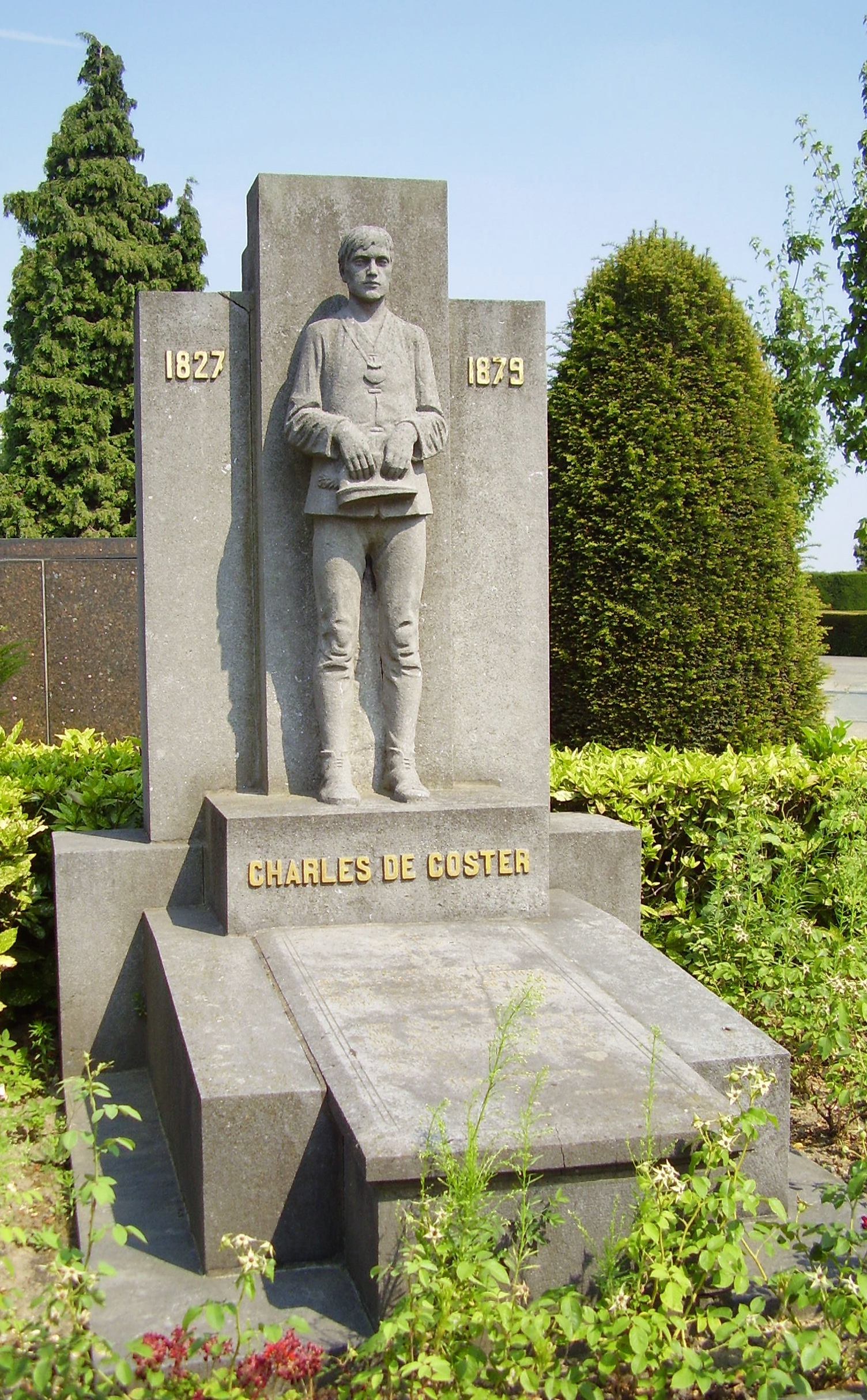
Graf van Charles De Coster

De begraafplaats van Elsene is een gemeentelijke begraafplaats in de Belgische gemeente Elsene in het Brussels Hoofdstedelijk Gewest, bekend voor haar waardevol funerair erfgoed.

## Geschiedenis
Een eerste middeleeuwse begraafplaats van het gehucht Elsene bevond zich rond de Heilige Kruiskapel aan de vijvers van Elsene. Bij een cholera-epidemie in 1832 werd een nieuwe begraafplaats ingericht langs de weg naar Watermaal. Ondanks verschillende uitbreidingen werd ook deze begraafplaats te klein door de groei en verstedelijking van Elsene. De huidige begraafplaats werd in 1877 aangelegd aan de Boondaalse Steenweg.

## Bekende personen
Op de begraafplaats liggen een aantal beroemde personen:
- Luigi Bigiarelli (1875-1908), atleet en stichter van SS Lazio
- Adrien Blomme (1878-1940), architect
- Anna Boch (1848-1936), schilder
- Jules Bordet (1870-1961), Nobelprijswinnaar
- Georges Boulanger (1837-1891), Frans revolutionair die er zelfmoord pleegde.
- Victor Bourgeois (1897-1962), architect
- Marcel Broodthaers (1924-1976), artiest
- Charles De Coster (1827-1879), schrijver
- Neel Doff (1858-1942), Nederland schrijfster
- Jean Isaac Effront (1856-1931), uitvinder
- Marcel Hastir (1906-2011), kunstschilder, theosoof en verzetsstrijder
- Victor Horta (1861-1947), architect. Hij ontwierp hier ook het grafmonument voor de familie Solvay.
- Louis Hymans (1829-1884), journalist en politicus
- Paul Hymans (1865-1941), politicus
- Joseph Jacquet (1857-1917), generaal. Het graf is te zien rechts op de foto getiteld 'Grafmonumenten'.
- Gérard Leman (1851-1920), generaal
- Camille Lemonier (1844-1913), schrijver
- Constantin Meunier (1831-1905), schilder, beeldhouwer
- Jean-Baptiste Moens (1833-1908), filatelist
- Frederic Neuhaus (1846-1912), uitvinder pralines
- Paul Saintenoy (1862-1952), architect
- Ernest Solvay (1838-1922), wetenschapper
- Carl Sternheim (1878-1942), auteur en toneelschrijver
- Antoine Wiertz (1806-1865), schilder
- Eugène Ysaÿe (1858-1931), violist

## Funerair erfgoed
De begraafplaats staat bekend om de vele graven gemaakt door bekende kunstenaars zoals: Eugène Simonis, Constantin Meunier, Jules Lagae, Josué Dupon, Arthur Pierre, Ernest Salu, Léandre Grandmoulin, Georges Vandevoorde, Eugène De Bremaecker, Geo Verbanck, Joseph Witterwugle, Armand Bonnetain, Marnix d'Haveloose, Jean Canneel en John Cluysenaar.

## Militaire graven
Op de begraafplaats bevindt zich een militair ereperk met Britse, Franse, Belgische, Russische en Italiaanse militairen uit de Eerste Wereldoorlog die in krijgsgevangenschap stierven.